# Каливода, Виктор
Виктор Каливо́да (род. 11 сентября 1977 — 26 сентября 2010), также известный как «Лесной убийца» — чешский серийный убийца, застреливший трёх человек.

## Биография

### Ранние годы
Каливода родился в чешском городе Слани, где учился в местной гимназии, преуспевал в математике и физике. Его одноклассники описывали его как молчаливого, замкнутого одиночку.
В 1996 году он сдал "аттестат зрелости". Затем он учился на факультете информатики Масариковом университете в Брно и на педагогическом факультете университета Южной Богемии в Ческе-Будеёвице, а после работал полицейским в Праге 6. Он несколько раз пытался покончить жизнь самоубийством, и однажды  захотел спрыгнуть с моста Нусле.
В 2004 году он появился в 333-м и 334-м эпизодах чешской версии программы «Кто хочет стать миллионером?», где выиграл 320 тысяч чешских крон. Он был исключён из игры после того, как неправильно угадал имя отца братьев Чапеков.

### Убийства
13 октября 2005 года Каливода застрелил пожилую пару в лесу около Недведице (район Брно-пригорода), выстрелив им в грудь и голову. Три дня спустя, 16 октября, он застрелил мужчину из Маликовице (деревни в Среднечешском крае), который гулял со своей собакой.
20 октября он был арестован на основании показаний очевидцев в Сланах, возле своего дома, внутри которого был обнаружен пистолет Glock 34.

### Суд и смерть
Судебный процесс начался в 2006 году. Каливода не раскрыл своих мотивов во время слушаний, но сказал, что хотел совершить расстрел в пражском метро, в частности на Линии C, до серии убийств. Несколько раз он проносил пистолет в газете в метро, но не находил в себе смелости осуществить свой план.
В своих действиях Каливода не раскаялся. 27 июня 2006 года он был приговорён к пожизненному заключению; вероятность ресоциализации была, по мнению психологов, равна нулю. Также, в  тюремных письмах он признавался, что его вдохновляла другая убийца, Ольга Гепнарова.
26 сентября 2010 года Каливода покончил с собой в тюрьме Валдице, перерезав себе запястья.

## Отражение в культуре
25 апреля 2024 года был выпущен художественный фильм «Лесной убийца» по биографии Каливоды, снятый чешским режиссёром Радимом Шпачеком по сценарию Зденека Холи. В роли Каливоды — Майкл Балкар.